# Heimatmuseum Vilsbiburg

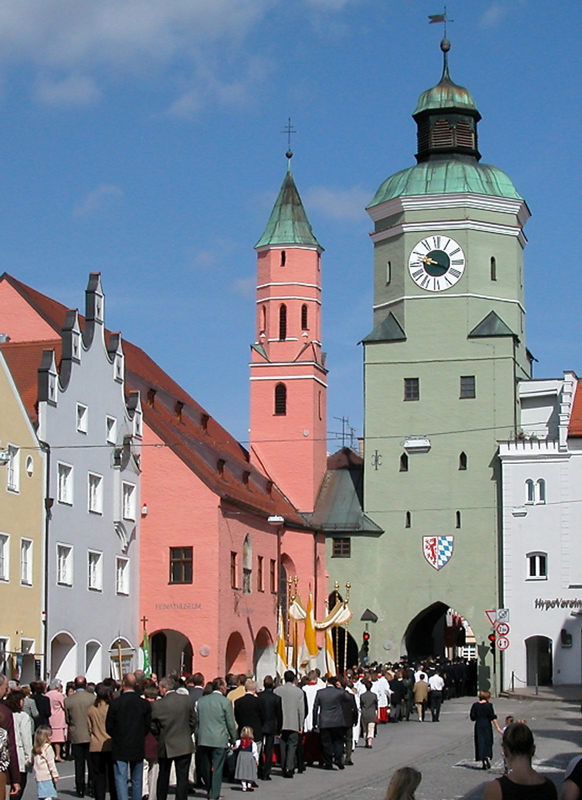
Heimatmuseum Vilsbiburg in den Gebäuden am Torturm

Das Heimatmuseum Vilsbiburg ist ein volkskundliches Museum, das mit Unterstützung der Stadt Vilsbiburg im ehemaligen Heilig-Geist-Spital (erbaut im 15. Jahrhundert) und einem angrenzenden Nachbarhaus eingerichtet wurde. Der historische Stadtturm und ein Rückgebäude dienen als Depots.

## Geschichte

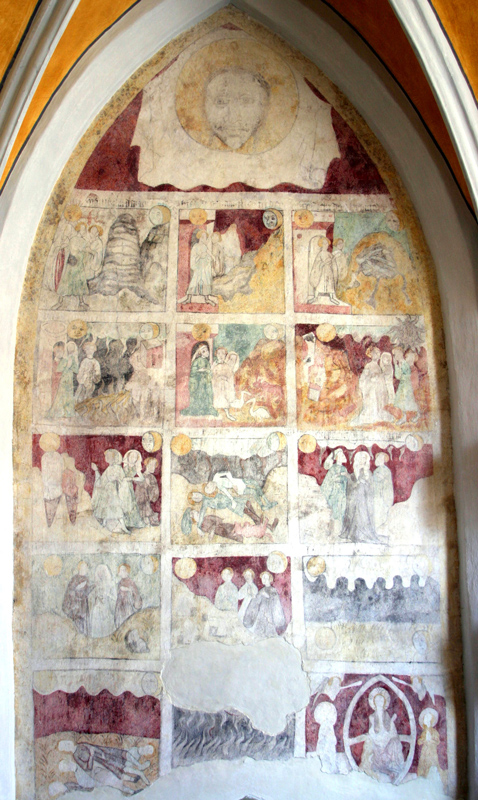
Freigelegte Darstellung der 15 Zeichen vor dem Jüngsten Gericht in der Spitalkirche

Nach ersten Aufzeichnungen wurde um ca. 1400 der Heilig-Geist-Spitalkirche im Vorgängerbau eingerichtet und wurde ab 1476 von Pfarrer Caspar Westendorfer aus Landshut finanziert. Das Heimatmuseum Vilsbiburg wurde im Jahr 1910 auf Initiative des damaligen Bürgermeister Michael Winkler eröffnet. Der Beweggrund war, dadurch beizutragen, „die fast in vollständiges Dunkel gehüllte Geschichte des Ortes und des Bezirks Vilsbiburg allmählich aufzuhellen“. Der im Jahr 1928 gegründete Heimatverein Vilsbiburg e. V. übernahm die Betreuung des Museums, die von Anfang an auf ehrenamtlicher Basis erfolgte. 1973 wurden die Ausstellungen innerhalb des Spitalgebäudes mit gleichzeitiger Neuaufstellung der Sammlungen deutlich erweitert. Ankauf eines zusätzlichen Gebäudekomplexes durch die Stadt Vilsbiburg 1981. Ein Nachbargebäude wurde 1995 bezogen. Eine weitere Dauerausstellung wurde im Jahr 2005 angefügt.

## Ausstellungen
Insgesamt stehen den Besuchern auf rund 1000 m² Fläche in temperierten Räumen folgende Abteilungen zur Verfügung:
- Ziegelpatscher und Ziegelbrenner
- Kröninger Hafnerkeramik
- Soziale Einrichtungen (Heilig-Geist-Spital, Frauenverein vom Roten Kreuze, Leprosenhaus)
- Ortsgeschichte des Ortes mit der baulichen Entwicklung Vilsbiburgs und seiner Stellung als zentraler Marktort
- Vor- und Frühgeschichte (Funde aus der Erdgeschichte von einem Hauerelefanten über die Steinzeit bis zum Mittelalter)
- Topografie, Verkehrswege (Postwegenetz, Straßen- und Brückenbau)
- Benedikt-Auer-Zimmer
- Spitalkirche
- Eduard Schleich d. Ä.
- Lebensmittelgewerbe
- Textil und Leder

### Ziegelpatscher und Ziegelbrenner im Vilsbiburg Land
Schon seit dem Mittelalter fand der Abbau von Ton statt. Bereits in der Mitte des 14. Jahrhunderts entstanden erste Handwerksbetriebe. Die neueste Abteilung des Museums dokumentiert historische Besonderheiten, beispielsweise das Ziegelprivileg, das Adel und Klöster, Städte und Märkte bis ins 18. Jahrhundert hinein mit Zähnen und Klauen verteidigten, weil es ihnen ungefährdete Einnahmequellen sicherte, jedoch den Verfall der Bausubstanz besonders auf dem Land nach sich zog und zu einer empfindlichen Holzknappheit führte. Die Ausstellung berichtet vom Bauboom des 19. Jahrhunderts, der durch den Bau von Brücken und Bahnhöfen ausgelöst wurde, der Ziegelstädel aus dem Boden schießen ließ und die wohl ersten italienischen Gastarbeiter in größerer Zahl nach Niederbayern brachte. Jahr für Jahr kamen ganze Familienverbände aus dem Friaul, anfangs zu Fuß und später mit der Bahn, um in den hiesigen Ziegelfabriken ihr Brot zu verdienen.
In der Zusammenarbeit mit der Partnerstadt Buja gelang es, die Namen von mehr als 2.300 italienischen Ziegelarbeitern allein im Vilsbiburger Land zu dokumentieren.

### Kröninger Hafnerkeramik

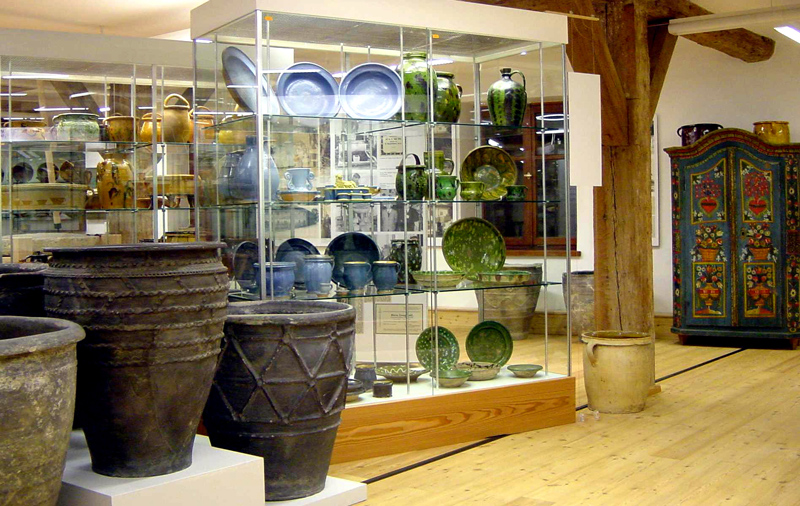
Schwerpunktausstellung Kröninger Hafnerkeramik mit rund 900 Exponaten

In der Hafnerei wurde in Handarbeit Keramik von Handwerkern aus Kröning, dem westlichen Niederbayern, produziert. Das Museum präsentiert ca. 900 Exponate. In der Blütezeit im 18. Jahrhundert erfolgte der Verkauf im Umkreis von mehreren hundert Kilometern. Um 1800 erreichte die jährliche Produktion eine Million Stück Geschirr. Die Landesbeschreibungen des 18. und 19. Jahrhunderts, aber auch die Archivalien des Handwerks und des Pfarrarchivs Kirchberg im Kröning geben darüber Auskunft, wie weit die Waren verbreitet waren, nämlich von der Oberpfalz bis Südtirol und von Augsburg bis Linz. Sie informieren auch, wie der Vertrieb erfolgte: Wenn die Hafner ihre Waren nicht selbst transportierten, wurden sie von benachbarten Bauern im Lohnfuhrwerk, im „Kreinzenwagen“, dem „Karren“, der „Kraxe“ und dem „Schlitten“, aber auch auf Schiffen und Flößen zum Marktort gebracht, wobei auch Krämer, Händler und Fuhrleute aus zum Teil weit entfernten Gebieten die Ware selbst im Kröning abholten. Im 20. Jahrhundert wurden die Waren auch per Bahn, über die Bahnhöfe Vilsbiburg und Wörth an der Isar verladen oder durch Händler wie Hörhager aus München mit dem Lastkraftwagen bei den Werkstätten abgeholt. Durch industrielle Produktion ging der Bedarf and handwerklicher Ware zurück und verlor sich im 20. Jahrhundert nach und nach.

### Soziale Einrichtungen.
Das Heilig-Geist-Spital wurde bereits förmlich 1476 gegründet, mag aber auf einer einige Jahre zuvor bestehenden Einrichtung fußen. Die Spitalgebäude setzten wie auch anderswo in den Orten entscheidende Akzente im Stadtbild. Jedes Spital gehört zu einer Kirche, die in Altbayern häufig das Heilig-Geist-Patrozinium ausweist. In der Frühzeit erstreckte sich die Hospitaltätigkeit auf alle Bedürftigen. Bis zur Auflösung 1979 versorgte das Spital nicht nur Arme, sondern generell gesellschaftliche Außenseiter wie Kranke, Witwen und Waisen, aber auch Pilger und Reisende.
In Vilsbiburg erfolgt am 6. Februar 1870 die Gründung eines „Frauenvereins vom Roten Kreuze“.
In Friedenszeiten beschränken sich die Aufgaben auf die Unterstützung unverschuldet in Not geratener Menschen. 1899 zählte der Verein 144, 1909 bereits 244 Mitglieder.
Im Jahr 1571 stiftete der in Vilsbiburg ansässige Bierbrauer Hans Degenbeck aus Anlass des Todes seiner Ehefrau und weiterer weiblicher Bediensteter ein neues Leprosenhaus. Die Abschrift der Stiftungsurkunde berichtet jedoch von einem bereits bestehenden Siechhaus, welches sich gegenüber dem Neubau befand. Aus Angst vor der ansteckenden Leprakrankheit wurden wie in Vilsbiburg Leprosenhäuser weit ab vom Ortskern errichtet.

### Ortsgeschichte, Gerichtsbarkeit, Handwerksorganisation.
Einen großen Raum nimmt die Entwicklung des Ortes über die Ersterwähnung im Jahr 1000 als „Pipurch“, dessen Benennung als Markt mit Stadtrechten 1308, und deren Entwicklung bis heute ein. Bedeutende Abschnitte sind die Pestepidemie 1648, an der etwa die Hälfte der Bevölkerung verstarben, die Umwandlung des Landgericht 1862 zu Amtsgericht, Bezirksamt und Notariat, die endgültige Erhebung zur Stadt und die Ansiedelung moderner Industriebetriebe.

### Spitalkirche
Erst im Jahr 2000 wurde bei Instandsetzungsarbeiten in der gotischen Kapelle neben dem Stadtturm eine unter dem Schweißtuch der Veronika verborgene Wandmalerei, ein Zyklus von 15 Bildern, entdeckt. Diese Seccomalerei ist eine Malerei „al secco“ – „aufs Trockene“. Der Kustos des Stiftes Göttweig in Niederösterreich, Pater Gregor Martin Lechner identifizierte sie als eine seltene Darstellungen des „geistlichen Advent und der Wiederkunft des Herren“.
Den zum größten Teil des Lesens und Schreibens unkundigen Menschen des ausgehenden Mittelalters, waren die Ankündigung des Weltgerichts nach dem Evangelisten Lukas ((Lk 21,25 )) visuell näher zu bringen: Am ersten Tag hebt sich das Meer über alle Berge und bildete eine Art Mauer. Am zweiten Tag schwindet das Meer. Am dritten Tag erscheint die Meerungeheuer. Am vierten Tag verbrennt das Meer und jegliches Wasser. Am fünften Tag tropft blutfarbiger Tau von Bäumen und Kräutern und alle Vögel versammelten sich auf dem Boden. Am sechsten Tag zerstören feurige Blitze die Städte. Am siebten Tag schlagen die Felsen mit lautem Getöse zusammen. Am achten Tag erhebt sich ein großes Erdbeben, das Mensch und Tier verschlingt. Der neunte Tag ebnet alle Berge und Hügel ein. Am zehnten Tag kommen die Menschen aus den Erdhöhlen, in die sich geflüchtet haben und werden wie von Sinnen. Am elften Tag stehen die Toten aus ihren Gräbern auf. Der zwölfte Tag sieht alle Gestirne und Planeten vom Himmel fallen. Am 13. Tag sterben sämtliche Lebenden, damit sie mit den Toten auferstehen können. Am 14. Tag verbrennen Himmel und Erde, während am 15. Tag Christus als der Weltenrichter erscheint, vor den alle Auferstanden treten müssen.